# 800 mètres féminin aux championnats du monde d'athlétisme 2001
Navigation
Séville 1999 Paris 2003
L'épreuve du 800 mètres féminin des championnats du monde d'athlétisme 2001 s'est déroulée du 9 au 12 août 2001 au stade du Commonwealth d'Edmonton, au Canada. Elle est remportée par la Mozambicaine Maria Mutola.

## Résultats

### Finale
| Rang               | Athlète          | Pays          | Temps         | Notes |
| ------------------ | ---------------- | ------------- | ------------- | ----- |
| Médaille d'or      | Maria Mutola     | Mozambique    | 1 min 57 s 17 |       |
| Médaille d'argent  | Stephanie Graf   | Autriche      | 1 min 57 s 20 | SB    |
| Médaille de bronze | Letitia Vriesde  | Suriname      | 1 min 57 s 35 | SB    |
| 4                  | Faith Macharia   | Kenya         | 1 min 58 s 98 |       |
| 5                  | Diane Cummins    | Canada        | 1 min 59 s 49 | PB    |
| 6                  | Kelly Holmes     | Great Britain | 1 min 59 s 76 |       |
| 7                  | Mayte Martínez   | Espagne       | 2 min 00 s 09 |       |
| 8                  | Ivonne Teichmann | Allemagne     | 2 min 04 s 33 |       |

## Légende
Records et Performances
- AR : Record continental (area record)
- CR : Record des championnats (championship record)
- MR : Record du meeting (meet record)
- NR : Record national (national record)
- OR : Record olympique (olympic record)
- PR : Record paralympique (paralympic record)
- PB : Record personnel (personal best)
- SB : Meilleure performance personnelle de la saison (season's best)
- WL : Meilleure performance mondiale de l'année (world leader)
- WJR : Record du monde junior (world junior record)
- WR : Record du monde (world record)

Circonstances et Conditions
- DNF : N'a pas terminé (did not finish)
- DNS : N'a pas pris le départ (did not start)
- DQ : Disqualification (disqualification)
- NM : Aucun essai valable enregistré (No Mark)
- Q : Qualifié « directement » au prochain tour (ou à la prochaine compétition), lors d'une compétition majeure, grâce au classement ou à la réalisation des minima (automatic qualifier)
- q : Qualifié au prochain tour (ou à la prochaine compétition), lors d'une compétition majeure, grâce au repêchage ou à la réalisation de l'une des meilleures performances parmi celles des « non qualifiés directement » (grâce au meilleur temps ou à la meilleure distance par exemple) (secondary qualifier)